# مفاعل مصر البحثي الثاني
مفاعل مصر البحثي الثاني أو (مفاعل التدريب التجريبي البحثي رقم اثنين)، (مفاعل الاختبار والأبحاث المصري رقم اثنين) أو (مفاعل متعدد الأغراض) أو ETRR-2 أو ET-RR-2 هو المفاعل النووي الثاني في مصر الذي زودته به شركة إنفاب الأرجنتينية (INVAP) في عام 1992. المفاعل مملوك لهيئة الطاقة الذرية المصرية ويتم تشغيله في مركز البحوث النووية في إنشاص، 60 كيلومتر (37 ميل) شمال شرق القاهرة.

## تاريخ
منذ عام 1990، بدأت مصر في البحث عن مفاعل أبحاث جديد ليحل محل المفاعل القديم، وزعمت الصحافة الإسرائيلية أن مصر تتعاون مع باكستان والعراق والأرجنتين لبناء مفاعل لإنتاج البلوتونيوم للأسلحة النووية. وأخيراً، أعلنت مصر عن مناقصة دولية وكان من بين المتنافسين شركة الطاقة الذرية الكندية الكندية المحدودة، وشركة فراماتوم الفرنسية، وشركة إنفاب الأرجنتينية.
وفي سبتمبر 1992، تم توقيع عقد بين شركة إنفاب وهيئة الطاقة الذرية المصرية، وتم إنشاء مكتب فرعي لشركة إنفاب في مدينة نصر بالقاهرة للإشراف على المشروع، وبدأت أعمال البناء في عام 1993 بالاشتراك بين الأرجنتين ومصر.
في نوفمبر 1997، حقق مفاعل مصر البحثي الثاني الأهمية الأولية، وتم افتتاحه من قبل الرئيس المصري الأسبق حسني مبارك والرئيس الأرجنتيني كارلوس منعم في فبراير 1998.

## ملخص
مفاعل مصر البحثي الثاني هو مفاعل اختبار المواد (MTR)، مفاعل متعدد الأغراض من نوع حوض مفتوح بقدرة 22 ميجاوات مع حمولة وقود أولية بنسبة 19.75% من اليورانيوم المخصب U235 المستورد من روسيا والأخير تم تسليم الشحنة من قبل الأرجنتين في عام 1997. ومنذ ذلك الحين، قامت مصر بتصنيع قضبان الوقود للمفاعل مفاعل مصر البحثي الثاني في المصنع التجريبي لتصنيع الوقود (FMPP)، الموجود في مركز البحوث النووية في إنشاص. يتم تبريد قلب المفاعل وتهيئته باستخدام الماء الخفيف وعاكس البريليوم. يتم تخزين الوقود المستهلك من مفاعل مفاعل مصر البحثي الثاني في حوض وقود مستهلك مملوء بالماء بالقرب من المفاعل في انتظار التخلص النهائي منه في التكوينات الجيولوجية العميقة.
وفقًا لمشروع ويسكونسن للحد من الأسلحة النووية والمعهد الدولي للدراسات الإستراتيجية، يمكن أن ينتج مفاعل مصر البحثي الثاني أكثر من 6 كيلوغرام (13 رطل) من البلوتونيوم سنويًا وهو ما يكفي لصنع سلاح نووي واحد سنويًا.

## تجارب نووية غير معلنة
في الفترة 2004-2005، تحقيق من قبل الوكالة الدولية للطاقة الذرية اكتشفت أنه بين عامي 1999 و 2003، أجرت مصر حوالي 4 تجارب لم يتم الإبلاغ عنها باستخدام ما مجموعه 0.24 ز من اليورانيوم الطبيعي المركبات المشع في مفاعل مصر البحثي الثاني لاختبار إنتاج منتج الانشطار النظائر للأغراض الطبية. تم حل المركبات المشععة في ثلاثة مختبرات تقع في مبنى الكيمياء النووية [الإنجليزية]
، ولكن لا يوجد بلوتونيوم أو تحت 233 تم فصله خلال هذه التجارب. كما كشفت مصر خلال التحقيق عن مرفق إنتاج النظائر المشعة التي كانت منشأة جديدة قيد الإنشاء في إنشاص، مصممة لفصل النظائر المشعة من المخصب 19.7٪ يو-235 المشع في مفاعل مصر البحثي الثاني. وكان ينبغي لمصر أن تبلغ عن قرار بناء المرفق الجديد في موعد أقصاه عام 1997.
أبررت مصر فشل الإبلاغ الخاص بها لأن الحكومة والوكالة الدولية للطاقة الذرية لديها "تفسيرات مختلفة" لالتزامات مصر في الضمانات، مؤكدة أن "أنشطة البلاد النووية هي لأغراض سلمية صارمة".  وفقًا لذلك، أظهرت مصر تعاونًا كاملًا خلال التحقيق 2004-2005 واتخذت إجراءات تصحيحية عن طريق تقديم تقارير تغيير المخزونات وتوفير معلومات تصميم معدلة لمفاعل ETRR-2 ومرافق إنتاج المواد الاستوائية الراديوية.
في عام 2009، خلص تقرير الوكالة الدولية للطاقة الذرية عن تنفيذ الضمانات لعام 2008 إلى أن القضايا السابقة المتعلقة بالأنشطة والمواد النووية غير المعلنة التي تم الإبلاغ عنها إلى مجلس المحافظين في فبراير 2005 لم تعد معلقة حيث لم تجد الوكالة أي اختلافات بين ما تم الإعلان عنه خلال عام 2009. ولم يتم العثور على أي أدلة على استخراج البلوتونيوم أو تخصيب اليورانيوم.

## مواصفات المفاعل
البيانات من

### البيانات العامة
- الضمانات : الوكالة الدولية للطاقة الذرية
- التكلفة الأولية : 75 مليون دولار أمريكي
- التكلفة السنوية : 6 ملايين دولار أمريكي
- إجمالي الموظفين : 25
- عدد المشغلين : 8

### معلومات تقنية
- نوع المفاعل: مسبح مفتوح
- الطاقة الحرارية، ثابت (كيلوواط): 22,000.00
- ماكس فلوكس إس إس، حراري (نيوتن / سم 2-ثانية): 2-8-14
- ماكس فلوكس إس إس، سريع (نيوتن / سم 2-ثانية): 2-2-14
- الطاقة الحرارية، نابض (ميغاواط): 0.00
- مدير المناقشة: ماء خفيف
- المبرد: ماء خفيف
- التبريد القسري: 2000 م 3/ساعة، صعودا
- سرعة المبرد في القلب: 4.7 م / ث
- عاكس: كن
- عدد عاكس من الجانبين: 4
- قضبان التحكم المواد: أغ، في، سد
- عدد قضبان التحكم: 6

### المرافق التجريبية
- القنوات الأفقية : 5
- التدفق الأفقي الأقصى (n/cm2-s) : 4.0E9
- الاستخدام الأفقي : أبحاث النيوترونات والتصوير الشعاعي
- القنوات العمودية : لا يوجد
- مرافق التشعيع الأساسية : 3
- التدفق الأساسي الأقصى (n/cm2-s) : 1.25E14، حراري
- مرافق التشعيع العاكس : 26
- عدد الحلقات : 2
- حلقات ماكس الجريان : 8E13
- استخدام الحلقات : البحث، تحليل التنشيط النيوتروني الآلي

### بيانات الوقود
- منشأ المواد الانشطارية : روسيا
- مورد الإثراء : إنفاب، الأرجنتين
- الحجم الأساسي للتوازن : 40 ديا. × 48 × 80
- لوحات لكل عنصر : 19
- أبعاد اللوحات : 64 × 800 × 1.5
- مادة الكسوة : سبائك الألومنيوم
- سماكة الكسوة مم : 0.4
- سمك الوقود مم : 0.7
- كثافة اليورانيوم جم/سم3 : 3.017
- حرق عند التفريغ، كحد أقصى % : 63.7
- متوسط الاحتراق, % : 61.7
- سنة الشحن الأخيرة : 1997
- سنة الاستلام الأخيرة : 1997
- صانع الوقود : الأرجنتين

### استغلال
- عدد الساعات يوميا : 24
- أيام الأسبوع : 1
- الأسابيع في السنة : 48
- ميغاواط أيام في السنة : 920
- تجارب اختبار المواد/الوقود : نعم
- إنتاج النظائر : نعم
- تشتت النيوترونات : لا
- التصوير الشعاعي النيوتروني : نعم
- العلاج بالتقاط النيوترونات : لا
- تحليل التنشيط : نعم
- التحويل : نعم
- جيولوجيا عمر الأرض : لا
- التدريس : نعم
- التدريب : نعم
- الاستخدامات الأخرى : أبحاث الحالة الصلبة الطبية والنووية، أبحاث المواد المكثفة، تجارب الهندسة النووية

## أنظر أيضاً
- مفاعل البحث والتدريب التجريبي-1
- الطاقة النووية في مصر
- هيئة الطاقة الذرية المصرية